# Acacia neumanniana
Acacia neumanniana là một loài thực vật có hoa trong họ Đậu. Loài này được Bosse miêu tả khoa học đầu tiên.